# Ehirit-Bulagat járás

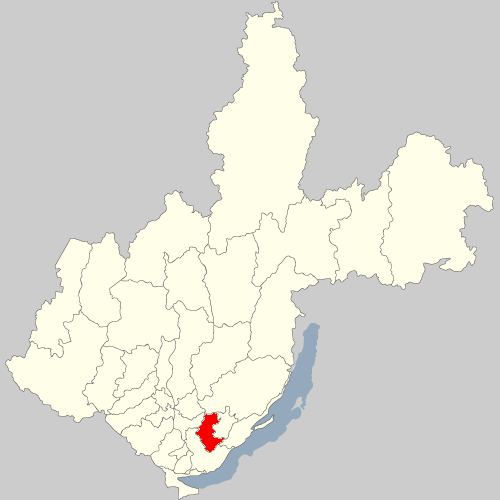
Az Ehrit-Bulagati járás az Irkutszki területen

Az Ehrit-Bulagati járás (oroszul Эрхири́т-Булага́тский райо́н, burjátul Эхирэд-Булагадай аймаг) Oroszország egyik járása az Irkutszki területen. Székhelye Uszty-Ordinszkij.

## Népesség
- 1989-ben 29 005 lakosa volt.
- 2002-ben 29 787 lakosa volt.
- 2010-ben 30 597 lakosa volt, melyből 15368 burját, 13775 orosz, 309 tatár, 143 ukrán stb.